# Orune
Orune település Olaszországban, Szardínia régióban, Nuoro megyében. Lakosainak száma 2138 fő (2023. január 1.). Orune Bitti, Dorgali, Lula, Nuoro, Nule és Benetutti községekkel határos.

## Népesség
A település lakossága az elmúlt években az alábbi módon változott:
| Lakosok száma | 2352 | 2320 | 2138 |
|               | 2017 | 2018 | 2023 |